# Мир Мустафа-хан
Мир-Мустафа-Хан Талышинский (1747, Ленкорань, Талышское ханство — 26 июля 1814, Ленкорань, Талышское ханство, Российская империя) — третий Талышский хан, генерал-лейтенант Русской императорской армии (1809).

## Биография
Родился в Ленкорани в 1747 году. Он был сыном второго Талышского хана — Сеид-Джамаледдина. В 1786 году после смерти Сеид Джемаледдин-хана, Мир-Мустафа хан становится третьим ханом Талышского ханства. В 1789 году после смерти Кубинского хана Фатали-хана Талышское ханство вновь становится независимым. В 1792 году Мир-Мустафа-хан отправил в Георгиевск к генерал-фельдмаршалу И. В. Гудовичу своего посла (младшего брата) Кербалаи-Асадулла-бека с прошением переправить того в Петербург. Цель посольской миссии состояла в попытке заручиться поддержкой России вплоть до перехода под её покровительство. В 1795 году Ага Мухаммед Каджар совершает поход в Закавказье и занимает Талышское ханство. Мир-Мустафа хан со своими приближенными бежит на остров Сары. После отхода Ага Мухаммед Каджара из Закавказья, Мир-Мустафа возвращается в Ленкорань и отправляет своего младшего брата Кербалаи-Асадулла-бека в Петербург с просьбой о принятия Талышского ханства в Российское подданство. 12 марта 1796 года Кербалаи-Асадулла-бек встретился с Екатериной II и передал дружеское письмо от хана. Принимая во внимание склонность Мир-Мустафы к России, Екатерина II даровала хану чин генерал-майора.
В 1809 году Мир-Мустафа отправляет делегацию в Петербург, где она была принята императором Александром I, который даровал хану чин генерал-лейтенанта. 16 сентября 1809 года персидские войска под командованием Фараджуллы-хана вторглись в Талышинское ханство и разбили небольшой отряд Мир-Мустафы хана. В 1812 году 20-тысячная персидская армия блокировала Ленкорань и 9 августа овладела крепостью. Однако, 26 декабря 1812 года к городу прибыл отряд русских войск под командованием генерала Котляревского. В ночь на 1 января 1813 года крепость была взята русскими войсками. Мир-Мустафа-хан скончался 26 июля 1814 года в Ленкорани.

## Интересные факты
- Через 105 лет спустя после смерти, его могила была вскрыта и кости были отправлены в священный город Кербела[3][4].

## Память
Сегодня одна из центральных улиц города Ленкорань носит название Мир Мустафа-хана Талышинского.
В Ленкорани сохранился дом Мир Ахмед хана Талышинского, племянника Мир Мустафа Хана (ныне Музей краеведения Ленкорани).